# Římskokatolická farnost Pňovice
Římskokatolická farnost Pňovice je územní společenství římských katolíků s farním kostelem svatého Václava ve šternberském děkanátu olomoucké arcidiecéze.

## Historie farnosti
První písemná zmínka o obci pochází z roku 1249.

## Bohoslužby
| Kostel          | Místo   | Bohoslužba (den)      | Hodina                          | Poznámka     |
| --------------- | ------- | --------------------- | ------------------------------- | ------------ |
| svatého Václava | Pňovice | neděle středa čtvrtek | 10.30 17.00 (léto) 16.00 (zima) | Farní kostel |

## Duchovní správci
Od srpna 2018 je administrátorem excurrendo R. D. Mgr. Ondřej Jirout.

## Aktivity farnosti
Ve farnosti se pravidelně koná tříkrálová sbírka. V roce 2018 se při ní v obci Pňovice vybralo 8 502 korun.